# 多治見市警察
多治見市警察（たじみしけいさつ）は、かつて存在した岐阜県多治見市の自治体警察。

## 概要
旧警察法施行で、従来の岐阜県警察部が解体され、1948年（昭和23年）3月7日に多治見市警察署が設置された。
その後、1954年（昭和29年）に、旧警察法が全面改正される形で新警察法が公布された。これにより国家地方警察と自治体警察が廃止され、新たに都道府県警察として岐阜県警察本部が発足。多治見市警察も岐阜県警察に統合され、姿を消した。

## 警察署
- 多治見市警察署
  - 岐阜県多治見市日ノ出町（現在の多治見市役所の位置）

## 派出所
括弧内の所在地は当時の町名
- 西ノ原巡査部長派出所（西ヶ原、現広小路）
- 大日巡査部長派出所（大日町）
- 多治見駅前巡査派出所（中之郷、現音羽町）
- 土合巡査派出所（高田町土合）

## 駐在所
括弧内の所在地は当時の町名
- 小泉巡査駐在所（小泉町）
- 池田巡査駐在所（池田町）
- 虎渓町巡査駐在所（虎渓町）
- 共栄巡査駐在所（高田町）
- 生田巡査駐在所（生田町）
- 脇之島巡査駐在所（平和町）
- 下ノ町巡査駐在所（下ノ町、現京町）
- 坂上巡査駐在所（坂上町）
- 大畑巡査駐在所（大畑町）
- 精華巡査駐在所（精華町）
- 宮前町巡査駐在所（宮前町）
- 白山巡査駐在所（白山町）
- 上町巡査駐在所（上町）
- 栄町巡査駐在所（栄町）
- 市之倉町巡査駐在所（市之倉町）
- 滝呂巡査駐在所（滝呂町）

## 検問所
- 池田検問所（池田町）

## 岐阜県内の自治体警察
旧警察法の施行により岐阜県内には、4市39町の自治体警察が誕生したが、自治体警察の運営費用は全て設立自治体の負担であったため、小規模自治体による自治体警察の返上が相次ぎ1954年の新警察法施行前まで存続したのは6市5町であった。
1948年発足時
- 岐阜市
- 大垣市
- 高山市
- 多治見市

- 那加町
- 鵜沼町
- 蘇原町
- 竹ヶ鼻町
- 笠松町
- 今尾町
- 高田町

- 赤坂町
- 関ケ原町
- 垂井町
- 神戸町
- 揖斐町
- 八幡町
- 白鳥町

- 関町
- 美濃町
- 太田町
- 八百津町
- 古井町
- 広見町
- 土岐津町

- 泉町
- 笠原町
- 駄知町
- 土岐町
- 瑞浪町
- 下石町
- 妻木町

- 中津町
- 長島町
- 大井町
- 坂下町
- 付知町
- 岩村町
- 萩原町

- 下呂町
- 小坂町
- 古川町
- 船津町

1954年廃止前
- 岐阜市
- 大垣市
- 高山市
- 多治見市
- 関市
- 中津川市

- 竹ヶ鼻町
- 八百津町
- 広見町
- 下呂町
- 小坂町